# 1472 az irodalomban
Az 1472. év az irodalomban.

## Események
- Először jelenik meg nyomtatásban – még csak Comedia címmel – Dante nagy elbeszélő költeménye, az Isteni színjáték (editiones principes).

## Halálozások
- március 27. – Janus Pannonius pécsi püspök, az első név szerint ismert magyar(-horvát) költő és humanista (* 1434)
- április 25. – Leon Battista Alberti itáliai humanista művész, építész, festő, költő (* 1404)
- augusztus 8. – Vitéz János bíboros, esztergomi érsek, humanista (* 1408 körül)[1]
- november 18. – Baszileosz Besszárión (latinul: Basilius Bessarion) bizánci teológus, író, fordító, humanista, bíboros, tiszteletbeli konstantinápolyi pátriárka (* 1403)